# Aplochlora pisochroa
Aplochlora pisochroa là một loài bướm đêm trong họ Geometridae.